# Station Berthelming
Station is een spoorwegstation in de Franse gemeente Berthelming.